# EP u amaterskom boksu 1965.
16. Europsko prvenstvo u amaterskom boksu 1965. se održalo od 21. – 29. svibnja 1965. u ondašnjoj DR Njemačkoj, u gradu Istočnom Berlinu.
Boksači su se po borili za odličja u deset težinskih kategorija. Sudjelovalo je 172 boksača iz 24 države.
Boksači iz SSSR-a su osvojili 8 naslova prvaka, a iz Poljske i SR Njemačke po 1 naslov prvaka.
| Kategorija            | zlato                | srebro            | bronca                               |
| muha (-51 kg)         | Johann Freistadt     | Hubert Skrzypczak | Constantin Ciucă John McCluskey      |
| bantam (-54 kg)       | Oleg Grigorjev       | Jan Gałązka       | Nicolae Giju Horst Rascher           |
| pero (-57 kg)         | Stanislav Stjepaškin | Brunon Bendig     | Wolfgang Hübner Ken Buchanan         |
| laka (-60 kg)         | Vilikton Barannikov  | Józef Grudzień    | James McCourt Antoniu Vasile         |
| poluvelter (-63,5 kg) | Jerzy Kulej          | Preben Rasmussen  | Ermanno Fasoli Rupert König          |
| velter (-67 kg)       | Ričardas Tamulis     | Luigi Patruno     | Detlef Dahn Vladimír Kučera          |
| polusrednja (-71 kg)  | Viktor Agejev        | Angel Dojčev      | Anton Schnedl Mario Casati           |
| srednja (-75 kg)      | Valerij Popenčenko   | William Robinson  | Lucjan Słowakiewicz Wolfgang Trodler |
| poluteška (-81 kg)    | Dan Poznjak          | Peter Gerber      | Bernd Anders Béla Horváth            |
| teška (+81 kg)        | Aleksandr Izosimov   | Kiril Pandov      | Dušan Rybanský Ernő Szénási          |